# Kościół Przemienienia Pańskiego w Gdyni
Kościół Przemienienia Pańskiego w Gdyni – rzymskokatolicki kościół parafialny należący do parafii pod tym samym wezwaniem (dekanat Gdynia-Chylonia archidiecezji gdańskiej).  Znajduje się w gdyńskiej dzielnicy Cisowa.
Świątynia została wzniesiona w latach 1933-1935. Teren pod budowę został podarowany parafii przez mieszkańców Cisowej, Teklę i Stanisława Prangów. Świątynia powstała na dość dużej działce, będącej częścią przeznaczonej pod parcelację posiadłości rodziny Prangów, ukazanej na wyrywkowo sporządzonym planie fragmentu dzielnicy. 
Kościół miał w zamyśle być tylko tymczasowy, pomimo że wybudowano go masywnie i starannie, z cegły oraz żelbetu. Ta deklarowana intencja „tymczasowości” dotyczyła więc zapewne projektowanej formy – nie dość monumentalnej w mniemaniu władz kościelnych. Analiza architektury świątyni jest jednak zaprzeczaniem tego dość powierzchownego sądu. Duża i zaprojektowana z rozmachem bryła budynku składa się obszernego trzynawowego, halowego korpusu, zamkniętego półokrągłym prezbiterium oraz dobudowanej do niego, w całości wyeksponowanej wieży – kampanili. Myślą przewodnią kompozycji było asymetryczne rozczłonkowanie bryły i modernistyczna prostota architektury. Sposób realizacji tych idei nieco się jednak zmienił w stosunku do rozwiązań awangardowo funkcjonalistycznych, których dynamikę zastąpiła tu statyczna elegancja. Sprowadzone do elementarnych brył ukształtowanie świątyni bardziej teraz przypominało surowe założenia architektoniczne wczesnego chrześcijaństwa, niż ekspresyjne kreacje neoplastycyzmu lub konstruktywizmu. Pod tym względem układ przestrzenny kościoła przypomina o trzy lata zaledwie wcześniejszą bryłę kościoła Matki Boskiej Ostrobramskiej we Lwowie, charakteryzującego się bardzo podobną artykulacją przestrzenną. Widoczna w obu budowlach ewolucja estetyki modernistycznej zapowiadała już zmianę jaka dokonać się miała w architekturze drugiej połowy lat trzydziestych.
Fasada frontowa świątyni jest bardzo prosta, niemalże abstrakcyjna, oparta na kształcie kwadratu, w którego centrum została umieszczona okrągła rozeta. W zwieńczeniu jest umieszczona dwuuskokowa attyka, a w przyziemiu znajduje się wejście wpisane w kwadratowe obramowanie. Nie znany jest projektant świątyni – niewątpliwie jednak był on uzdolnionym modernistą.
Bardzo mocny atut artystyczny kościoła stanowi także jego wnętrze. Zaskakuje ono swą plastyczną jednolitością i kolorytem, a także szlachetną, wyrafinowaną prostotą. Wysokie na 11 metrów, wiotkie, żelbetowe filary podpierają płaski strop, założony we wszystkich trzech nawach na tej samej wysokości. Doskonale wpisuje się w tą spójną estetykę ołtarz główny, z rzeźbiarskim tematem Przemienienia Pańskiego, którego autorem był wybitny rzeźbiarz lat międzywojennych z Torunia, Ignacy Zelek. Także pozostałe rzeźbiarskie elementy wyposażenia są wysokiej artystycznej próby. Świątynia, jako przykład „dzieła całościowego” pilnie zasługuje na ochronę konserwatorską – zanim ktoś wpadnie na pomysł by coś w niej zmienić lub „pokolorować”